# Tommy Walsh
Tommy Walsh, né le 5 mai 1983 à Tullaroan dans le Comté de Kilkenny, est un joueur de hurling Irlandais. Il joue pour le club de Tullaroan GAA et est sélectionné dans l’équipe du Comté de Kilkenny depuis 2002.  Walsh est aujourd’hui considéré comme un des plus grands hurlers de l’histoire du hurling dans le Leinster.

## Biographie
Tommy Walsh est né en 1983 à Tullaroan, une petite ville du Comté de Kilkenny. Il passe sa scolarité à l’école publique locale avant de rejoindre le St. Kieran's College, un des principaux centres de formation pour les hurlers à Kilkenny. C’est là que Walsh se révèle. En 1999, il est un des éléments de base de l'équipe du collège qui remporte le championnat du Leinster dans sa catégorie d’âge. Lors de la finale du All-Ireland disputé contre le St. Flannan's College d'Ennis, Walsh n’est que remplaçant. Son équipe perd la finale sur le score de 2-15 à 2-10 .
En 2000, il ajoute un deuxième titre de champion du Leinster avec son collège. La finale du All-Ireland a lieu quelques jours après. Elle est l’occasion d’une revanche contre St. Flanan’s. St. Kieran l’emporte 1-10 à 0-9 et permet ainsi à Wash de remporter le titre dans la Dr Croke Cup, c'est-à-dire le championnat d'Irlande des écoles secondaires.
Une fois le Leaving Certificate passé, Tommy Walsh s’inscrit à l’University College Cork (UCC) et rejoint l’équipe de hurling. UCC perd en finale de la Fitzgibbon Cup 2003-2004 contre Waterford Institute of Technology.
À la sortie de l'université, Walsh devient employé de banque et entre à la Bank of Ireland.

## Carrière sportive

### Avec Tullaroan GAA
Tommy Walsh joue avec le club de sa ville, le Tullaroan GAA. Ce club est un des principaux clubs de hurling du Comté de Kilkenny avec 20 titres de champions de Kilkenny, le dernier datant de 1994. Alors que le club obtient toujours de bons résultats avec ses équipes de jeunes, il n’arrive pas à atteindre le plus haut niveau en catégorie senior.

### Avec les jeunes de Kilkenny
Tommy Walsh commence à se faire connaitre au niveau du Comté de Kilkenny lorsqu’il intègre l’équipe Espoir de Kilkenny GAA. Avec elle il remporte le championnat du Leinster dans la catégorie en 2001. L’équipe échoue ensuite en demi-finale du championnat d’Irlande contre Galway GAA.
Il change ensuite d’équipe pour évoluer avec les moins de 21 ans. Il gagne en 2003 le championnat du Leinster. Dans le championnat d’Irlande qui fait suite, Kilkenny retrouve Galway mais cette fois en finale. Kilkenny ne laisse pas passer l’occasion de battre Galway sur le score de 2-13 à 0-12. Walsh s’empare de son premier titre de champion d’Irlande des moins de 21 ans.
En 2004, Tommy Walsh ajoute un deuxième titre de champion du Leinster avant de se qualifier pour la deuxième fois consécutive pour la finale du All-Ireland. Tipperary GAA est l’adversaire pour cette finale. Les Cats s’avèrent imbattables cette année-là et l’emportent sur le score sans appel de 3-21 à 1-6. C’est la deuxième médaille d’or de Walsh dans la catégorie, la dernière avant son passage chez les seniors.

### Avec Kilkenny GAA
Tommy Walsh est toujours membre de l’équipe des moins de 21 ans lorsqu’il rejoint l’équipe senior pour la première fois en 2002. Il fait partie de l’équipe qui remporte cette année-là les titres de champions du Leinster et d’Irlande, mais sans y jouer un rôle important, il n’est d’ailleurs pas titulaire pour la finale victorieuse contre Clare GAA. Ce n’est qu’en 2003 que Walsh commence à s’imposer dans la ligne des milieux défensif, s’installant sur le côté droit de la ligne. Il évolue alors dans l’équipe qui domine outrageusement le hurling. Pour la deuxième année consécutive Kilkenny se qualifie pour la finale de la Ligue nationale de hurling. Leur adversaire est le meilleur ennemi du Comté, l’équipe de Tipperary GAA. Grâce aux points marqués par Henry Shefflin (2-6) Kilkenny s’impose sur le fil sur le score de 5-14 à 5-13. C’est le premier titre de Walsh en LNH. En championnat du Leinster, kilkenny se retrouve sans véritable opposition. Une facile victoire 2-23 à 2-12 sur Wexford GAA donne à Walsh un deuxième titre de champion du Leinster. Un succès sur Tipperary donne la possibilité à Kilkenny de disputer la finale du championnat d’Irlande contre Cork GAA. Walsh et ses partenaires sont les grands favoris du match, toutefois la partie ne se révèle pas aussi facile que certains l’avaient pensé : les Cats ne mènent jamais par plus de 4 points d’écart. Dès le début de la deuxième période, Setanta Ó hAilpín marque le but égalisateur. Mais cinq minutes avant la fin du match Martin Comerford marque le but de la victoire (1-14 à 1-11 pour Kilkenny) . C’est le premier titre de Walsh en championnat d'Irlande de hurling. À la suite de cette victoire Tommy Walsh intègre pour la première fois l'équipe All-Star de hurling.
En 2004 Kilkenny est en piste pour une troisième victoire consécutive en All-Ireland. L’équipe subit donc une pression toute particulière. Walsh est repositionné du poste d’ailier vers celui d’arrière droit. Kilkenny échoue tout d’abord dans sa quête d’un septième titre de champion du Leinster consécutif après avoir été vaincu par Wecford en demi-finale. Kilkenny doit donc passer par les matchs de qualification pour disputer le tableau final du championnat d’Irlande. Après avoir failli être éliminé en quart-de-finale par Clare GAA, les Cats se hissent tout de même en finale du championnat. Pour la deuxième année consécutive leur adversaire en finale est Cork GAA. Après une première mi-temps équilibrée, Cork marque neuf points consécutifs pour assoir sa victoire. Même si Kilkenny termine la saison sans victoire, Walsh est pour la deuxième fois choisi pour faire partie de l’équipe All-Star.
Les Cats reviennent en forme en 2005. Ils se qualifient pour la finale de la Ligue nationale de hurling où ils écrasent leur adversaire sur le score de 3-20 à 0-15. Kilkenny prouve ensuite que son échec en championnat du Leinster en 2004 est bien sans lendemain. Une victoire 0-22 à 1-16 sur Wexford GAA lui permet de reconquérir son titre. Alors qu’un troisième choc  consécutif contre Cork se profile à l’horizon, Galway GAA crée la surprise en battant Kilkenny en demi-finale au cours de ce qui est considéré comme un des grands matchs de la décennie. Au terme de la compétition, Walsh est All-Star pour la troisième année consécutive.
En 2006, Walsh et ses coéquipiers remportent leur troisième LNH en battant en finale Limerick GAA sur le score de 3-11 à 0-14. Il remporte ensuite son troisième titre de champion du Leinster après une nouvelle victoire facile sur Wexford avant de se qualifier pour la finale du All-Ireland. Pour la troisième fois en quatre ans, Kilkenny affronte Cork en finale. Les hurlers de Cork visent une troisième victoire consécutive après leurs titres de 2004, 2005 et 2006. Mais c’est l’esprit de revanche des joueurs de Kilkenny qui s’avère le plus fort. Emmenés par Henry Shefflin, les Cats battent Cork sur le score de 1-16 à 1-13. Ce titre est le deuxième de Walsh en Championnat d'Irlande et lui offre une quatrième participation consécutive à l’équipe All-Star.
En 2007, Kilkenny est à la recherche d’un troisième titre consécutif dans la Ligue nationale de hurling. Mais c’est Waterford GAA qui s’impose en finale pour la première fois en 44 ans. Kilkenny ne se décourage pas et remporte le championnat du Leinster après une facile victoire en finale. Walsh gagne ainsi sa quatrième médaille en championnat provincial. Dans le prolongement de ce titre, Kilkenny se hisse une nouvelle fois en finale du Championnat d’Irlande où il affront Limerick GAA. La finale commence par un début brillant de Kilkenny avec deux buts vite inscrits par Eddie Brennan et Henry Shefflin. Malheureusement Kilkenny perd sur blessure son capitaine et meilleur joueur, Shefflin. Mais cette perte ne désorganise pas l’équipe qui s’impose finalement 2-19 à 1-15. C’est le troisième titre de champion pour Walsh. Il est ensuite cité pour la cinquième fois consécutive dans l’équipe All-Star.

## Palmarès

### Kilkenny
- All-Ireland Senior Hurling Championship :
  - Vainqueur (5) :  2003, 2006, 2007, 2008, 2009
  - Finaliste (1) : 2004
- Leinster Senior Hurling Championship :
  - Vainqueur (6) : 2003, 2005, 2006, 2007, 2008, 2009
- Ligue nationale de hurling :
  - Vainqueur (4) : 2003, 2005, 2006, 2009
  - Finaliste (1) : 2007

### Leinster
- Railway Cup :
  - Winner (3) : 2006, 2008 (c), 2009
  - Runner-up (1) : 2005

### Personnel
- All-Star : 2003, 2004, 2005, 2006, 2007, 2008, 2009, 2010
- Joueur de l’année (Texaco) : 2009
- Joueur de l’année (Vodaphone) : 2009
- Joueur de l’année (Associations des joueurs de sports gaéliques) : 2009